# Брумалія
Брумалія (від лат. bruma — найкоротший день (зима)) — у Стародавньому Римі свято на честь Діоніса чи Бакха. Святкувалося з 24 листопада по 25 грудня.
У Римському календарі Брумалія відзначалися отже 30 днів.
Під час святкуванна відбувалось ворожіння на зиму.
Святкування Брумалії заборонено Трулльським собором 692 року (Канон 692).e verboten (Kanon 62).